# Norman Bluhm
Norman Bluhm (28 de marzo de 1921-3 de febrero de 1999), fue un pintor estadounidense clasificado dentro del expresionismo abstracto.

## Biografía
Nació en Chicago, Illinois. Estudió con Mies van der Rohe en el Instituto de Tecnología entonces llamado Armour (actualmente Illinois). Después de prestar servicio durante la Segunda Guerra Mundial con la USAAF decidió no volver a sus estudios de arquitectura. En lugar de ello, estudió arte en la Academia de Bellas Artes de Florencia, Italia y en la École des Beaux-Arts de París. A lo largo de los años cuarenta y cincuenta vivió en París. Tenía numerosos amigos en el arte, la literatura, y otros campos creativos. Entre sus conocidos estaban Joan Mitchell, Sam Francis, Jean Paul Riopelle, Zao Wou-ki y otros. Estuvo casado con Claude Souvrain hasta 1956. Regresó a los Estados Unidos en 1956. Se casó con Carolyn Ogle en 1961. Vivieron en Nueva York hasta 1969 con sus dos hijos, David y Nina. Desde 1970 hasta 1980 vivieron en Millbrook. Desde 1980 hasta 1987 lo hicieron en East Hampton. Posteriormente, vivieron en East Wallingford, Vermont hasta la muerte de Bluhmel 3 de febrero de 1999.
Su obra fue cambiando a lo largo del tiempo, aunque conservó siempre ciertos elementos fácilmente reconocibles, como sus pinceladas, su uso del color y la línea. Entre su obra más destacada está una serie de pinturas poema que realizó con su amigo el poeta Frank O'Hara.